# Dzeng
Dzeng è un comune del Camerun, che fa parte del dipartimento di Nyong e So'o nella regione del Centro.